# Combretum llewelynii
Combretum llewelynii är en tvåhjärtbladig växtart som beskrevs av Macbride. Combretum llewelynii ingår i släktet Combretum och familjen Combretaceae. Inga underarter finns listade i Catalogue of Life.